# 柴田博のほたるまち旅行社
『柴田博のほたるまち旅行社』（しばたひろしのほたるまちりょこうしゃ）は、朝日放送ラジオ（ABCラジオ）で2011年4月9日から2022年3月27日まで放送されていた旅行情報番組。朝日放送テレビアナウンサー・柴田博の冠番組でもあった。
番組開始から2019年6月29日までは、放送時間を何度も変更しながら、毎週土曜日の午後に放送枠を編成。同年3月31日までは、ABCと同じJRN・NRNクロスネット局の福井放送（FBC）ラジオでも、毎週日曜日の11:00 - 11:30に遅れネットを実施していた。同年7月3日から最終回までは、ABCで毎週日曜日の午前中に15分間放送（2020年10月4日以降の放送時間は8:25 - 8:40）。

## 概要
柴田が代表を務める「ほたるまち旅行社」という架空の旅行会社を舞台にした収録番組で、旅行やその土地柄にまつわるさまざまな情報・話題を提供。柴田の同僚・部下である朝日放送テレビのアナウンサーや、朝日新聞の支局に駐在する記者も、随時登場していた。
基本として、放送前週（2019年6月までは放送週）の水曜日に収録。番組のタイトルにも付いている「ほたるまち」は、当番組を収録している朝日放送グループの本社屋が入る複合施設（大阪市福島区）の名称にちなんでいる。
柴田単独の冠番組として11年間にわたって放送されてきたが、2022年3月27日放送分で終了。ただし、当番組の趣旨や企画は、翌28日から『ほたるまち発　ひろし・あさおのタビラジ!』（高野あさおと共同で進行する番組で毎週月曜日の18:30 - 19:00に放送）に引き継がれている。

## レギュラー出演者
- パーソナリティ：柴田博（朝日放送テレビアナウンサー）
体調不良などで休演する場合には、同僚のアナウンサー（堀江政生や山下剛など）が代理を務める。
- パートナー：山本純二
1953年生まれの旅行ジャーナリストで、「OFFICE夢紀行」の主宰者。
1973年から1992年まで日本交通公社（現在のJTB）へ勤務。勤務期間中に、国内500回以上、海外40回以上のツアーに添乗員として同行した。
JTBからの退社後は、旅行業界での体験を基にトラベルライターへ転身。かつては、『池田幾三の旅にいくぞ～!』（KBS京都ラジオ）で、8年間にわたってレギュラーを務めた。当番組の終了後も、『ひろし・あさおのタビラジ!』へ随時出演。

## コーナー
- ほたるまち通信
旅行に関するさまざまなキーワードを紹介するコーナーで、『ひろし・あさおのタビラジ!』でも放送。
- のんびり聴こう！音紀行
- 「歩くまち・京都」タイム
- トラベル掲示板
- 来てみんちゃい美作の国！
- time for TAIWAN 台湾再発見
- 行ってみたいな岩美町
- 柴田博の今週はココ!
毎回ある一つの土地を取り上げ、その土地の文化・歴史・気候などを取り上げる。
- 支局からこんにちわ
朝日新聞の支局に駐在する記者が、電話でリポートを伝える。
- 「生CM」
各地の観光業者・団体・自治体の関係者を招いて、観光PRをしてもらう。
- ほたるまちクイズ
毎回、旅行や土地に関するクイズを出題する。

FBCでも放送していた期間で、朝日放送（ラジオ）主催のイベント（「ABCラジオまつり」→「ABCラジオ　スプリングフェスタ」など）を告知するコーナーを設ける場合には、FBCでの差し替えを前提に、リスナーからのメッセージを紹介するコーナーを別途収録していた。

## 放送時間
終了時点
- 2020年10月4日 - 2022年3月27日：毎週日曜日8:25 - 8:40

過去
- 開始当初 - 2011年12月31日、2012年4月7日 - 9月29日、2013年4月6日 - 2014年9月27日、2015年3月7日 - 7月4日：毎週土曜日13:00 - 13:30
- 2012年10月6日 - 2013年3月30日：毎週土曜日13:00 - 13:55
- 2012年1月7日 - 3月31日、2014年10月4日 - 2015年2月28日、7月11日 - 2016年3月19日：毎週土曜日12:30 - 13:30
- 2016年3月26日 - 2019年6月29日：毎週土曜日12:30 - 13:00
- 2019年7月7日 - 2020年9月27日：毎週日曜日9:30 - 9:45
  - 2019年7月改編から『週刊ニュース解説 辛坊治郎のズバリ&どうよ!』を毎週土曜日の12:30 - 13:30に編成することに伴って、当番組の放送曜日を変更したうえで、15分番組として放送を継続。